# Quesnelia clavata
Quesnelia clavata är en gräsväxtart som beskrevs av André M. Amorim och Elton Martinez Carvalho Leme. Quesnelia clavata ingår i släktet Quesnelia och familjen Bromeliaceae. Inga underarter finns listade i Catalogue of Life.